# میونگنیم دپبو
این یک نام کره‌ای است؛ نام خانوادگی میونگنیم است.
میونگنیم دپبو (کره‌ای: 명림답부; هانجا: 明臨答夫؛ درگذشت ۱۷۹)، نخستین گوکساسانگ (کره‌ای: 국좌상 «نخست‌وزیر») امپراتوری گوگوریو بود، او به دلیل سرنگون کردن پادشاه چاده و پیروزی او در برابر دودمان هان در نبرد جواوون شناخته شده بود.

## به قدرت رسیدن
میونگنیم دپبو یک جویی سونین بود (کره‌ای: 조의 선인) استان یونا گوگوریو. او در زمان پادشاه ته‌جو درجات بالاتری را طی کرد و تا زمان مرگ پادشاه ته‌جو در دربار حضور داشت. هنگامی که پادشاه چاده درسال ۱۴۶ میلادی به سلطنت رسید، میونگنیم دپبو با چالش‌های زیادی روبرو شد و تحت سلطنت او رنج کشید.
سرانجام درسال ۱۶۵ میلادی، در طول بیستمین سال سلطنت پادشاه چاده، میونگنیم دپبو رهبری ارتش را بر عهده گرفت و با حمایت برخی از اشراف و مقامات دربار، پادشاه چاده را ترور کرد. میونگنیم دپبو در سن ۹۹ سالگی کنترل دولت گوگوریو را به دست گرفت.
او از شاهزاده گو بکگو، برادر کوچکتر پادشاه ته‌جو دعوت کرد تا پادشاه بعدی شود. گو بکگو هشتمین پادشاه گوگوریو در آن سال اعلام شد و به میونگنیم دپبو عنوان گوکسانگ (کره‌ای: 국상; هانجا: 國相، نخست‌وزیر) اعطا شد و اولین کسی بود که این عنوان را در تاریخ گوگوریو دریافت کرد. میونگنیم دپبو وفادارانه در زمان پادشاه جدید خدمت کرد و نیروهای چینی هان را در نبرد جواوون شکست داد.

## دستاوردها و‌ مرگ
میونگنیم دپبو درسال ۱۷۹ میلادی در سن ۱۱۳ سالگی (۱۱۲ طبق کنوانسیون غربی)، پس از رهبری نیروهای گوگوریو به پیروزی در برابر ارتش عظیم هان درگذشت.  میونگنیم دپبو در طول ۶۰ سال که در امور پادشاهی فعال بود به گوگوریو خدمت کرد و مزایای زیادی به ارمغان آورد. او یک ظالم را ترور کرد، قدرت سلطنتی را تقویت کرد، مهاجمان را شکست داد، و در نهایت، او یک انقلاب کاملاً موفق را علیه یک دولت فاسد رهبری کرد.

## دیدگاه‌های بحث برانگیز
مورخان دیدگاه های مختلفی در مورد شخصیت میونگنیم دپبو به اشتراک گذاشته اند. اولین نخست وزیر گوگوریو دارای قدرت و نفوذ سیاسی فوق العاده ای بود که تقریباً به اندازه ای بود که دیکتاتوری تلقی شود.  با این حال، پادشاه شینده یک حاکم دست نشانده تحت تأثیر میونگنیم دپبو نبود، مانند پادشاه بوجانگ با ژنرالیسیمو یون گه‌سومون. هیچ متن تاریخی نشان نمی دهد که میونگنیم دپبو از قدرت خود سوء استفاده کرده یا به ویژه ظالمانه یا خشن بوده است.  از این، بسیاری از مورخان و محققان استنباط می کنند که میونگنیم دپبو یک میهن پرست واقعی و یک قهرمان فراموش شده بود.

## جستار‌های وابسته
- گوگوریو
- پادشاه چاده
- پادشاه شینده

| پیشین: ماری | نخست وزیر گوگوریو ۶۷ پ.م. ~ ۱۷۹ پ.م. | پسین: اول پاسو |